# イバン・ロドリゲス
イバン・ロドリゲス・トーレス（Iván Rodríguez Torres, 1971年11月30日 - ）は、プエルトリコ・ベガ・バハ出身の元プロ野球選手（捕手）。右投右打。愛称は、パッジ（Pudge - 「ずんぐりむっくりした体型」の意）、I-Rod。
1990年代以降のMLBを代表する捕手の1人。捕手として2427試合出場、ゴールドグラブ賞受賞13回は歴代最多の記録である。
長男のデレック・ロドリゲスは2018年に投手としてMLBサンフランシスコ・ジャイアンツでデビューした。

## 経歴

### プロ入り前
アマチュアの野球選手だった父親の影響もあり、幼い頃から野球一筋だった。少年時代は投手も務めており、後にメジャーでもチームメイトとなるフアン・ゴンザレスと同じリトルリーグに所属していた。当時は直球だけでノーヒットノーランを達成するほどの豪速球を投げていたという。その後、父親の勧めで捕手に転向、捕手としてもその強肩と打撃で注目を集めるようになる。

### レンジャーズ時代
1988年、16歳のときにドラフト外でテキサス・レンジャーズと契約。当時はスペイン語しか話せなかったが、英語を上達させ、それと共に成績を残せるようになった。1991年6月20日のホワイトソックス戦で19歳でメジャーデビュー。ケビン・ブラウンとバッテリーを組み、盗塁を試みた走者2人とも刺すなどデビュー戦から強肩ぶりを発揮。MLB史上最も若い捕手として一躍注目を浴びた。相手のホワイトソックスの捕手は、元祖「パッジ」のカールトン・フィスクであった。また、この日は自身の結婚式が予定されていたが、突然メジャー昇格の知らせを聞き、婚約者を連れて球場入り。ロドリゲスはそのままスタメンに名前を連ねるというハプニングもあった。
翌6月21日には、当時44歳でMLB最年長投手だったノーラン・ライアンとバッテリーを組み、19歳でMLB最年少捕手のロドリゲスとの25歳差バッテリーとしてこちらも話題を呼んだ。デビュー1年目から随所に強肩強打を発揮し、新人王の投票数は4位だった。
その後はMLB屈指の捕手として君臨。1992年、リーグ最年少の選手となり（1991年はリーグ2位）、オールスターに初出場し、以後10年連続出場した。ゴールドグラブ賞を初受賞以後10年連続受賞。1994年から6年連続でシルバースラッガー賞を受賞した。1995年、打率.303を記録以後8年連続打率3割を達成。1996年には1930年にミッキー・カクレーンが記録した捕手のシーズン最多であった42二塁打を更新する44二塁打を記録し、639打数も捕手としてのMLB新記録となった。
ロドリゲス放出の可能性があったため、球団は1997年7月29日にジム・レイリッツを獲得。しかし、その2日後の7月31日に5年総額4200万ドルで契約延長。そのため、レイリッツは移籍後捕手としての出場は11試合にとどまり、シーズン終了後にボストン・レッドソックスへ放出した。ロドリゲスはこの年、打率.313、20本塁打と、自己最高の成績を修めている。
当時チームには同郷のフアン・ゴンザレスも在籍しており、2人を中心としてチームは1996年、1998年、1999年と3度の地区優勝を果たした。1997年にゴンザレスがウィンターリーグで故障したため、球団から出場を禁止されたが、反発し出場した。1998年は5月9日まで打率4割を維持し、その後も首位打者争いをしたが、シーズン終盤に失速し最終的にリーグ8位の.321に終わった。1942年のアーニー・ロンバルディ以来となる捕手としての首位打者とはならなかった。
1999年に打率.332、35本塁打、113打点、25盗塁という成績を残し、アメリカンリーグMVPを受賞した。
2000年には91試合を出場した時点で打率.347、27本塁打、83打点と前年を上回る成績を残していたが、7月24日のエンゼルス戦で、盗塁を刺そうとした際に右手親指を打者のバットに当ててしまい、故障者リスト入りでシーズンを終えることとなった。2001年にはアレックス・ロドリゲスがチームに加入し（I-Rodという愛称は、同じくロドリゲスという姓であるアレックスの愛称A-Rodと共にこの頃つけられた）、リーグ優勝への期待が高まったが、逆にチームは低迷。
2001年、2002年と自身も故障が続き、好成績は残すもののシーズンを通して出場することが出来なかった。

### マーリンズ時代
2003年、FAを取得し、フロリダ・マーリンズに移籍。若い選手が多い中でベテランとしてチームをまとめ、ワイルドカード獲得の原動力となった。プレーオフ1回戦のサンフランシスコ・ジャイアンツ戦では、2勝1敗で迎えた第4戦での9回表、1点差に迫られた場面で、安打で生還しようとしたJ.T.スノーに吹っ飛ばされながらも、本塁を死守。チームもこのまま逃げ切り、リーグ優勝決定戦に駒を進めた。シカゴ・カブスとのナショナルリーグ優勝決定戦を4勝3敗と僅差で制し、自身も2本塁打、10打点という活躍で、MVPを獲得した。ワールドシリーズではニューヨーク・ヤンキースを4勝2敗で下し、メジャー13年目にして悲願のチャンピオンリングを手に入れた。

### タイガース時代
2004年2月2日に4年契約でデトロイト・タイガースに移籍。移籍1年目に打率.334、19本塁打、86打点と好成績を残し、3年ぶりにゴールドグラブ賞を受賞。
2005年はオールスターゲーム前日に行われた本塁打競争でボビー・アブレイユに次ぐ2位となったが、レギュラーシーズンは打率.276、14本塁打、50打点と低迷、出塁率もデビュー以来となる3割を切ることとなった。同年にはホセ・カンセコが出版した筋肉増強剤のアナボリックステロイドの使用に関する暴露本 『禁断の肉体改造』において、ラファエル・パルメイロ、フアン・ゴンザレスと共に、1992年にカンセコからステロイド剤を紹介され、使用していたと名指しされたが、本人は一切のステロイド剤の使用を否定している。なお、ロドリゲスと一緒にカンセコからステロイド剤を紹介されたとされるパルメイロとゴンザレスも、暴露本出版当時はステロイド使用を否定していたが、前者はその後薬物検査で陽性反応を示し、ミッチェル報告書にも記載された。後者もミッチェル報告書に記載されている。
2006年開幕前の3月に開催された第1回ワールド・ベースボール・クラシック（WBC）のプエルトリコ代表に選出された。

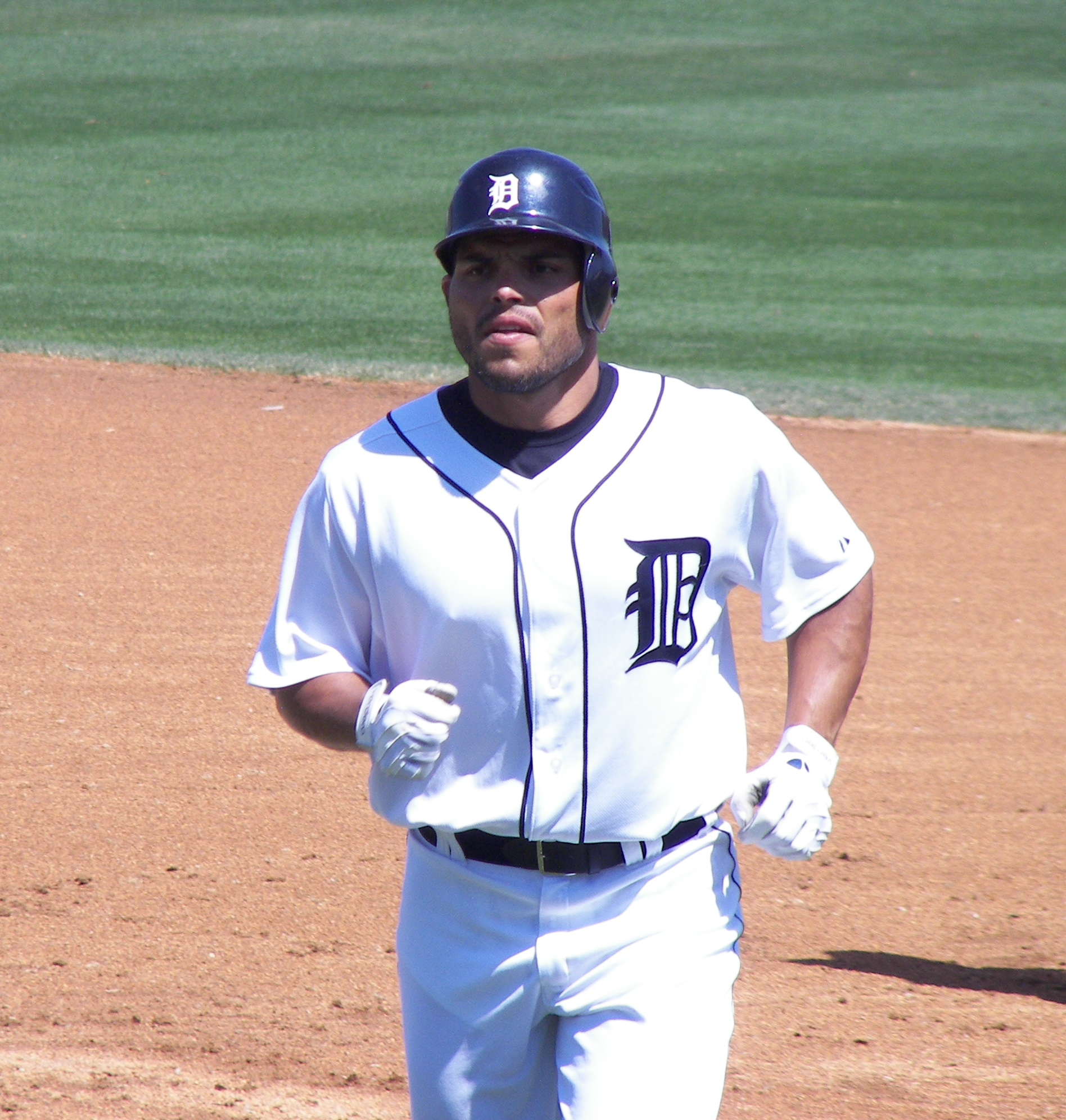
タイガース時代

シーズンでは打率を3割にのせ、チームのリーグ優勝に貢献し、若い投手の力を引き出し堅い守りを評価され、2年ぶりにゴールドグラブ賞を受賞。一方でメジャー16年目にして初めて捕手のほか一塁、二塁の守備に就き、一塁では55イニングと63度の、二塁では2イニングの出場と1度の守備機会をそれぞれ記録した。
2007年は捕手に専念し、129試合に出場（捕手として出場したのは127試合）。2年連続となる13度目のゴールドグラブ賞を獲得したものの、盗塁阻止率は自己最低となる30.9%、打撃も精彩を欠いた。また、7月3日のインディアンス戦で、ボブ・ブーン（2225試合）、カールトン・フィスク（2226試合）、ゲイリー・カーター（2056試合）に続き、史上4人目となる捕手として2000試合出場を達成。チームも序盤は好調を維持したものの終盤で失速、ヤンキースにワイルドカードを奪われ、プレーオフ進出はならなかった。オフの10月9日に球団が年俸1300万ドルのオプションを行使し、2008年の残留が決まった。

### ヤンキース時代

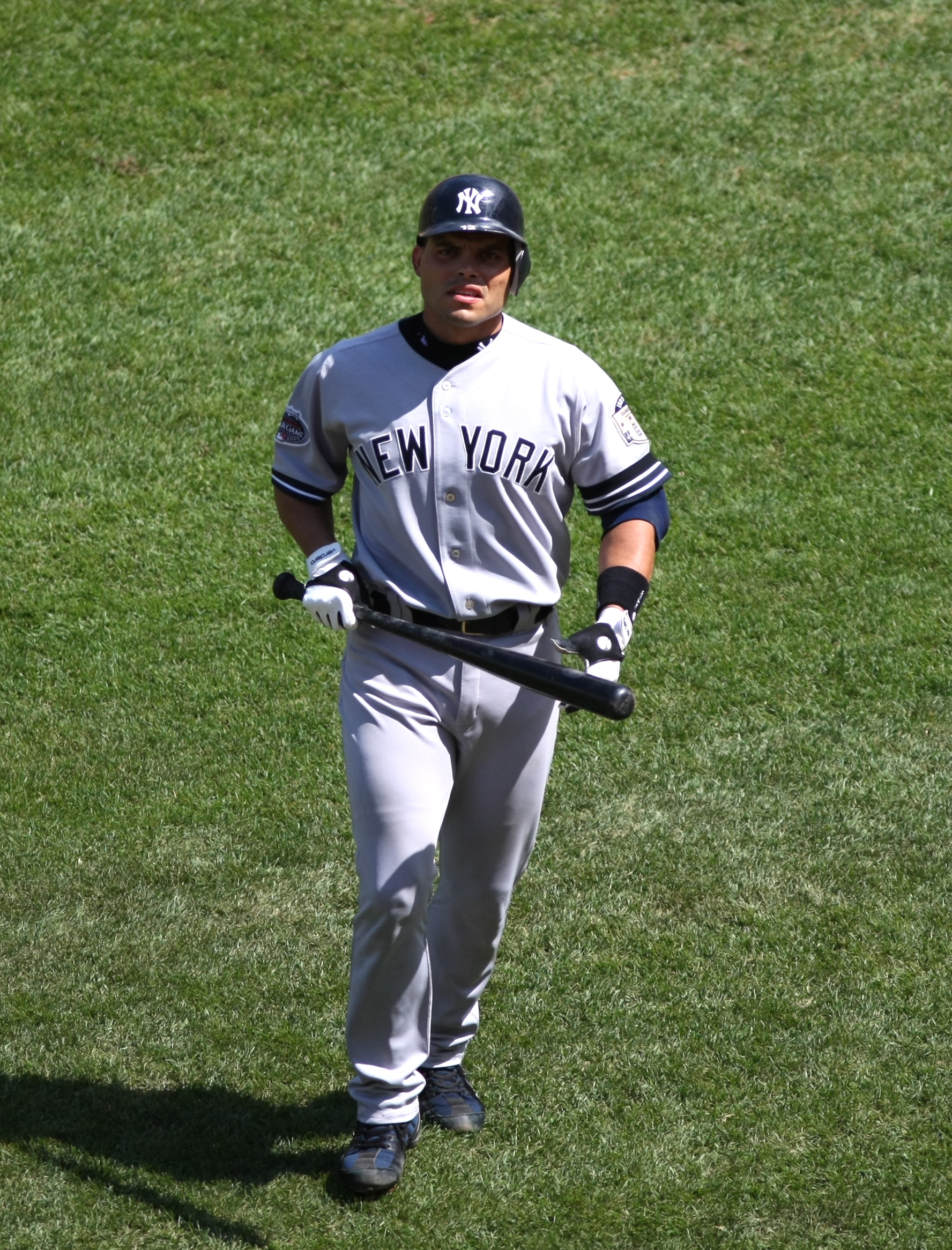
ヤンキース時代

2008年7月30日にカイル・ファーンズワースとの交換トレードでニューヨーク・ヤンキースに移籍した。ケガで離脱したホルヘ・ポサダの穴埋めとして獲得されたが、ホセ・モリーナらとの併用がほとんどで、代打起用も多かった。オフにフリーエージェントとなった。

### アストロズ時代
2009年開幕前の3月に開催された第2回WBCのプエルトリコ代表に選出され、2大会連続2度目の選出を果たした。同大会では決勝トーナメント進出を逃したが、攻守にわたって活躍し、大会の捕手部門でベストナインに選出された。3月20日にヒューストン・アストロズと年俸150万ドル+出来高150万ドルの1年契約を結んだ。6月17日に捕手としての2227試合に出場し、カールトン・フィスクのMLB記録を更新。

### レンジャーズ復帰
2009年8月18日にマイナー2選手との交換でテキサス・レンジャーズへ復帰。デビッド・マーフィーに代わり、かつて付けていた背番号7番を得た。同年は捕手としてMLB史上第1位の13910刺殺を記録。レンジャーズとの年俸調停を辞退し、フリーエージェントを選択した。

### ナショナルズ時代
2009年12月11日に2年総額600万ドルの契約でワシントン・ナショナルズへ移籍。
2010年5月24日より背中を痛めたため故障者リスト入りしていたが、6月8日に2009年のMLBドラフト1位投手であるスティーブン・ストラスバーグのデビュー戦にあたり復帰。ストラスバーグの7者連続を含む14奪三振の好投に、試合後「この坊やは大したもんだ」と感嘆のコメントを寄せた。

### 引退

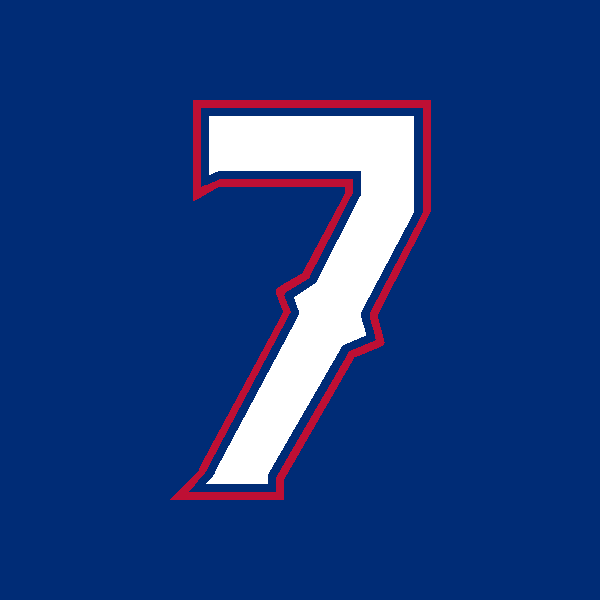
ロドリゲスのレンジャーズ在籍時の背番号「7」。
テキサス・レンジャーズの永久欠番に2017年指定。

2012年はFAのままシーズンを迎えたが、4月23日に古巣の本拠地レンジャーズ・ボールパークで引退を正式に表明。同日引退セレモニーが行われた。
2013年2月、レンジャーズのGM特別補佐に就任。
2017年1月18日、資格を得て1年目でアメリカ野球殿堂入り。殿堂入りのロゴチームはレンジャーズを選択したが、レンジャーズの選手としての殿堂入りは、ノーラン・ライアン以来、球団史上2人目で、さらに捕手で有資格1年目での殿堂入りは、1989年のジョニー・ベンチ以来、史上2人目である。また、殿堂入りを記念し古巣・レンジャーズはロドリゲスの在籍時の背番号『7』を永久欠番に指定した。

## 選手としての特徴

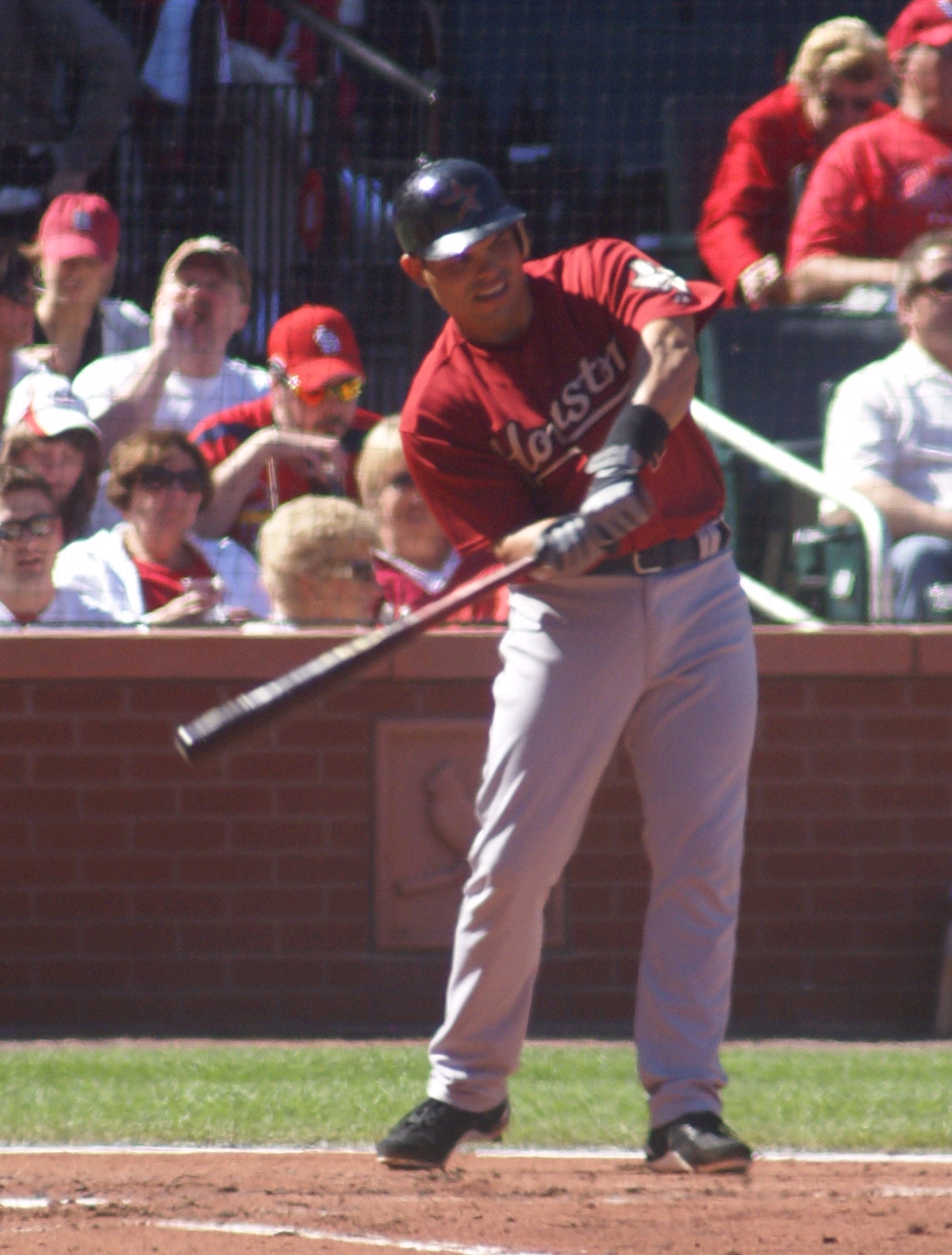
アストロズ時代

### 守備
捕手としての出場2427試合（通算では2543試合）は史上最多。同じく捕手として最多のゴールドグラブ賞13回を受賞しており、名捕手ジョニー・ベンチの再来といわれる。テキサス・レンジャーズ時代の監督だったジョニー・オーツは、「ベンチは強肩だったが、彼ほど正確ではなかった。ブーンは正確だったが、彼ほど強肩ではなかった。つまり私が見てきた中で最高の強肩捕手はロドリゲスだ」としている。
NPB史上最強の捕手と名高い古田敦也も、ロドリゲスには捕手守備力で完敗していると認めている。

### 打撃
シルバースラッガー賞7回、通算打率も.296に及び、捕手として記録した2749安打（通算2844安打）、1290打点（通算1332打点）は、いずれも歴代最多であり、304本塁打（通算311本）はマイク・ピアッツァに続く数字である。どちらかといえばラインドライブで外野手の間を抜く打者で、右中間へパワーのある打球を放つ。

## 詳細情報

### 年度別打撃成績
| 年 度     | 球 団     | 試 合 | 打 席 | 打 数 | 得 点 | 安 打 | 二 塁 打 | 三 塁 打 | 本 塁 打 | 塁 打 | 打 点 | 盗 塁 | 盗 塁 死 | 犠 打 | 犠 飛 | 四 球 | 敬 遠 | 死 球 | 三 振 | 併 殺 打 | 打 率 | 出 塁 率 | 長 打 率 | O P S |
| --------- | --------- | ----- | ----- | ----- | ----- | ----- | -------- | -------- | -------- | ----- | ----- | ----- | -------- | ----- | ----- | ----- | ----- | ----- | ----- | -------- | ----- | -------- | -------- | ----- |
| 1991      | TEX       | 88    | 288   | 280   | 24    | 74    | 16       | 0        | 3        | 99    | 27    | 0     | 1        | 2     | 1     | 5     | 0     | 0     | 42    | 10       | .264  | .276     | .354     | .630  |
| 1992      | TEX       | 123   | 454   | 420   | 39    | 109   | 16       | 1        | 8        | 151   | 37    | 0     | 0        | 7     | 2     | 24    | 2     | 1     | 73    | 15       | .260  | .300     | .360     | .660  |
| 1993      | TEX       | 137   | 519   | 473   | 56    | 129   | 28       | 4        | 10       | 195   | 66    | 8     | 7        | 5     | 8     | 29    | 3     | 4     | 70    | 16       | .273  | .315     | .412     | .727  |
| 1994      | TEX       | 99    | 405   | 363   | 56    | 108   | 19       | 1        | 16       | 177   | 57    | 6     | 3        | 0     | 4     | 31    | 5     | 7     | 42    | 10       | .298  | .360     | .488     | .848  |
| 1995      | TEX       | 130   | 517   | 492   | 56    | 149   | 32       | 2        | 12       | 221   | 67    | 0     | 2        | 0     | 5     | 16    | 2     | 4     | 48    | 11       | .303  | .327     | .449     | .776  |
| 1996      | TEX       | 153   | 685   | 639   | 116   | 192   | 47       | 3        | 19       | 302   | 86    | 5     | 0        | 0     | 4     | 38    | 7     | 4     | 55    | 15       | .300  | .342     | .473     | .816  |
| 1997      | TEX       | 150   | 648   | 597   | 98    | 187   | 34       | 4        | 20       | 289   | 77    | 7     | 3        | 1     | 4     | 38    | 7     | 8     | 89    | 18       | .313  | .360     | .484     | .844  |
| 1998      | TEX       | 145   | 617   | 579   | 88    | 186   | 40       | 4        | 21       | 297   | 91    | 9     | 0        | 0     | 3     | 32    | 4     | 3     | 88    | 18       | .321  | .358     | .513     | .871  |
| 1999      | TEX       | 144   | 630   | 600   | 116   | 199   | 29       | 1        | 35       | 335   | 113   | 25    | 12       | 0     | 5     | 24    | 2     | 1     | 64    | 31       | .332  | .356     | .558     | .914  |
| 2000      | TEX       | 91    | 389   | 363   | 66    | 126   | 27       | 4        | 27       | 242   | 83    | 5     | 5        | 0     | 6     | 19    | 5     | 1     | 48    | 17       | .347  | .375     | .667     | 1.042 |
| 2001      | TEX       | 111   | 470   | 442   | 70    | 136   | 24       | 2        | 25       | 239   | 65    | 10    | 3        | 0     | 1     | 23    | 3     | 4     | 73    | 13       | .308  | .347     | .541     | .888  |
| 2002      | TEX       | 108   | 440   | 408   | 67    | 128   | 32       | 2        | 19       | 221   | 60    | 5     | 4        | 1     | 4     | 25    | 2     | 2     | 71    | 13       | .314  | .353     | .542     | .895  |
| 2003      | FLA       | 144   | 578   | 511   | 90    | 152   | 36       | 3        | 16       | 242   | 85    | 10    | 6        | 1     | 5     | 55    | 6     | 6     | 92    | 18       | .297  | .369     | .474     | .843  |
| 2004      | DET       | 135   | 575   | 527   | 72    | 176   | 32       | 2        | 19       | 269   | 86    | 7     | 4        | 0     | 4     | 41    | 6     | 3     | 91    | 15       | .334  | .383     | .510     | .893  |
| 2005      | DET       | 129   | 525   | 504   | 71    | 139   | 33       | 5        | 14       | 224   | 50    | 7     | 3        | 1     | 7     | 11    | 2     | 2     | 93    | 19       | .276  | .290     | .444     | .734  |
| 2006      | DET       | 136   | 580   | 547   | 74    | 164   | 28       | 4        | 13       | 239   | 69    | 8     | 3        | 4     | 2     | 26    | 4     | 1     | 86    | 16       | .300  | .332     | .437     | .769  |
| 2007      | DET       | 129   | 515   | 502   | 50    | 141   | 31       | 3        | 11       | 211   | 63    | 2     | 2        | 1     | 2     | 9     | 1     | 1     | 96    | 16       | .281  | .294     | .420     | .714  |
| 2008      | DET       | 82    | 328   | 302   | 33    | 89    | 16       | 3        | 5        | 126   | 32    | 6     | 1        | 3     | 2     | 19    | 1     | 2     | 52    | 9        | .295  | .338     | .417     | .755  |
| 2008      | NYY       | 33    | 101   | 96    | 11    | 21    | 4        | 0        | 2        | 31    | 3     | 4     | 0        | 0     | 0     | 4     | 1     | 1     | 15    | 6        | .219  | .257     | .323     | .580  |
| '08計     | NYY       | 115   | 429   | 398   | 44    | 110   | 20       | 3        | 7        | 157   | 35    | 10    | 1        | 3     | 2     | 23    | 2     | 3     | 67    | 15       | .276  | .319     | .394     | .713  |
| 2009      | HOU       | 93    | 344   | 327   | 41    | 82    | 15       | 2        | 8        | 125   | 34    | 0     | 2        | 1     | 2     | 13    | 0     | 1     | 74    | 13       | .251  | .280     | .382     | .662  |
| 2009      | TEX       | 28    | 104   | 98    | 14    | 24    | 8        | 0        | 2        | 38    | 13    | 1     | 0        | 0     | 1     | 5     | 0     | 0     | 18    | 7        | .245  | .279     | .388     | .667  |
| '09計     | TEX       | 121   | 448   | 425   | 55    | 106   | 23       | 2        | 10       | 163   | 47    | 1     | 2        | 1     | 3     | 18    | 0     | 1     | 92    | 20       | .249  | .280     | .384     | .663  |
| 2010      | WSH       | 111   | 421   | 398   | 32    | 106   | 18       | 1        | 4        | 138   | 49    | 2     | 3        | 2     | 4     | 16    | 2     | 1     | 66    | 25       | .266  | .294     | .347     | .640  |
| 2011      | WSH       | 44    | 137   | 124   | 14    | 27    | 7        | 0        | 2        | 40    | 19    | 0     | 0        | 2     | 0     | 10    | 2     | 1     | 28    | 6        | .218  | .281     | .323     | .604  |
| MLB：21年 | MLB：21年 | 2543  | 10270 | 9592  | 1354  | 2844  | 572      | 51       | 311      | 4451  | 1332  | 127   | 64       | 31    | 76    | 513   | 67    | 58    | 1474  | 337      | .296  | .334     | .464     | .798  |

- 各年度の太字はリーグ最高

### 年度別守備成績
捕手守備
| 年 度 | 球 団 | 捕手（C） | 捕手（C） | 捕手（C） | 捕手（C） | 捕手（C） | 捕手（C） | 捕手（C） | 捕手（C） | 捕手（C） | 捕手（C） |
| 年 度 | 球 団 | 試 合     | 刺 殺     | 補 殺     | 失 策     | 併 殺     | 守 備 率  | 捕 逸     | 許 盗 塁  | 盗 塁 刺  | 阻 止 率  |
| ----- | ----- | --------- | --------- | --------- | --------- | --------- | --------- | --------- | --------- | --------- | --------- |
| 1991  | TEX   | 88        | 517       | 62        | 10        | 6         | .983      | 8         | 36        | 34        | .486      |
| 1992  | TEX   | 116       | 763       | 85        | 15        | 10        | .983      | 10        | 53        | 57        | .518      |
| 1993  | TEX   | 134       | 801       | 76        | 8         | 6         | .991      | 14        | 64        | 51        | .443      |
| 1994  | TEX   | 99        | 600       | 44        | 5         | 3         | .992      | 7         | 37        | 23        | .383      |
| 1995  | TEX   | 127       | 707       | 67        | 8         | 8         | .990      | 8         | 40        | 37        | .481      |
| 1996  | TEX   | 146       | 850       | 81        | 10        | 11        | .989      | 10        | 46        | 48        | .511      |
| 1997  | TEX   | 143       | 821       | 75        | 7         | 11        | .992      | 3         | 37        | 49        | .570      |
| 1998  | TEX   | 139       | 864       | 72        | 6         | 7         | .994      | 10        | 37        | 49        | .563      |
| 1999  | TEX   | 141       | 850       | 83        | 7         | 13        | .993      | 1         | 34        | 41        | .547      |
| 2000  | TEX   | 87        | 507       | 34        | 2         | 10        | .996      | 2         | 20        | 19        | .487      |
| 2001  | TEX   | 106       | 631       | 52        | 7         | 11        | .990      | 2         | 23        | 35        | .603      |
| 2002  | TEX   | 100       | 632       | 45        | 7         | 6         | .990      | 6         | 26        | 15        | .366      |
| 2003  | FLA   | 138       | 915       | 47        | 8         | 9         | .992      | 10        | 40        | 20        | .333      |
| 2004  | DET   | 124       | 770       | 52        | 11        | 6         | .987      | 3         | 40        | 19        | .322      |
| 2005  | DET   | 124       | 702       | 60        | 4         | 4         | .995      | 4         | 40        | 33        | .515      |
| 2006  | DET   | 123       | 740       | 59        | 2         | 7         | .998      | 4         | 25        | 26        | .510      |
| 2007  | DET   | 127       | 834       | 50        | 6         | 7         | .993      | 7         | 47        | 21        | .309      |
| 2008  | DET   | 81        | 447       | 44        | 4         | 8         | .992      | 4         | 32        | 18        | .360      |
| 2008  | NYY   | 31        | 173       | 14        | 1         | 1         | .995      | 2         | 20        | 7         | .259      |
| '08計 | NYY   | 112       | 620       | 58        | 5         | 9         | .993      | 6         | 52        | 25        | .325      |
| 2009  | HOU   | 90        | 618       | 41        | 4         | 4         | .994      | 5         | 34        | 16        | .320      |
| 2009  | TEX   | 25        | 168       | 11        | 3         | 1         | .984      | 2         | 7         | 6         | .462      |
| '09計 | TEX   | 115       | 786       | 52        | 7         | 5         | .992      | 7         | 41        | 22        | .349      |
| 2010  | WSH   | 102       | 709       | 55        | 4         | 5         | .995      | 2         | 42        | 22        | .344      |
| 2011  | WSH   | 37        | 245       | 18        | 3         | 4         | .989      | 3         | 12        | 13        | .520      |
| MLB   | MLB   | 2427      | 14864     | 1227      | 142       | 158       | .991      | 127       | 786       | 661       | .457      |

内野守備
| 年 度 | 球 団 | 一塁（1B） | 一塁（1B） | 一塁（1B） | 一塁（1B） | 一塁（1B） | 一塁（1B） | 二塁（2B） | 二塁（2B） | 二塁（2B） | 二塁（2B） | 二塁（2B） | 二塁（2B） |
| 年 度 | 球 団 | 試 合      | 刺 殺      | 補 殺      | 失 策      | 併 殺      | 守 備 率   | 試 合      | 刺 殺      | 補 殺      | 失 策      | 併 殺      | 守 備 率   |
| ----- | ----- | ---------- | ---------- | ---------- | ---------- | ---------- | ---------- | ---------- | ---------- | ---------- | ---------- | ---------- | ---------- |
| 2006  | DET   | 7          | 56         | 6          | 1          | 6          | .984       | 1          | 1          | 0          | 0          | 0          | 1.000      |
| 2011  | WSH   | 1          | 1          | 0          | 0          | 0          | 1.000      | -          | -          | -          | -          | -          | -          |
| MLB   | MLB   | 8          | 57         | 6          | 1          | 6          | .984       | 1          | 1          | 0          | 0          | 0          | 1.000      |

- 各年度の太字はリーグ最高、赤太字はMLBの捕手における歴代最高
- 各年度の太字年はゴールドグラブ賞受賞

### 表彰
MLB
- シーズンMVP：1回（1999年）
- シルバースラッガー賞（捕手部門）：7回（1994年 - 1999年、2004年）
- ゴールドグラブ賞（捕手部門）：13回（1992年 - 2001年、2004年、2006年、2007年）※捕手として歴代最多
- アメリカ野球殿堂（2017年）
- リーグチャンピオンシップシリーズMVP：1回（2003年）
- プレイヤー・オブ・ザ・マンス：3回（1998年4月、1999年8月、2004年6月）
- フィールディング・バイブル・アワード：1回（2006年）

国際大会
- WBC優秀選手：1回（2009年）

### 記録
MLB
- MLBオールスターゲーム選出：14回（1992年 - 2001年、2004年 - 2007年）
- 通算安打：2844（主に捕手として出場した選手として歴代1位）
- 通算打点：1332（同2位）※マイク・ピアッツァの1335に次ぐ
- 通算本塁打：311（同2位）※マイク・ピアッツァの427に次ぐ
- 通算二塁打：572（同1位）
- 通算塁打：4451（同1位）
- 通算盗塁：127（同6位[22]）
- 通算守備試合数：2427（捕手として歴代1位）
- 通算刺殺数：14864（歴代2位）

### 背番号
- 7（1991年 - 2008年、2010年 - 2011年）※テキサス・レンジャーズの永久欠番
- 12（2008年 - 2009年途中）
- 77（2009年途中 - 同年終了）